# Patronaatsrecht
Het patronaatsrecht was in de feodale tijd het recht om een voorstel voor de benoeming van een pastoor van een parochie te doen. Minder bekend is dat men een patronaatsrecht ook kon vastleggen bij de oprichting van een beneficie of vicarie. De uiteindelijke benoeming werd door de bisschop gedaan, maar die bekrachtigde de kandidaatstelling veelal. 
Het patronaatsrecht gaf politieke invloed en de houder van het recht ontving de inkomsten van de parochie. Ook mocht men de patroonheilige van de parochie vaststellen. De keerzijde was, dat men de pastoor en de kerk moest onderhouden. Voornamelijk abdijen, maar ook kapittels bezaten patronaatsrechten.
De meest directe manier om een patronaatsrecht te verwerven was, door zelf parochies te stichten, bijvoorbeeld in ontginningen, maar ze werden ook wel geschonken door edellieden die deze rechten bezaten.
Degene die het patronaatsrecht ontving, wordt een collator genoemd. De collator mocht een voorstel doen wie van de inkomsten van een vicarie mocht genieten. De collator kon een priester zijn of een leek. In de middeleeuwen waren het bij dit soort stichtingen vooral particulieren die patronaatsrechten verwierven.